# Byggelegepladser. Børns ret til at lege
Byggelegepladser. Børns ret til at lege er en dokumentarfilm instrueret af Erling Wolter.

## Handling
En film om byggelegepladser i og omkring København. Der vises glimt fra livet på disse legepladser året igennem, og der fortælles om placering, udformning og forhold til det omgivende miljø. Byggelegepladserne rummer plads for husbygning og -maling, dyrepasning, leg og meget andet, og det vises også, hvor stor vægt der lægges på, at forældre, personale og børn har nær kontakt.